# Lilian Tintori
Lilian Adriana Tintori Parra (Caracas, 5 de maio de 1978), mais conhecida como Lilian Tintori, é uma professora, locutora, empresária e ativista de direitos humanos venezuelana. É também esposa do líder político exilado Leopoldo López, fundador e ex-presidente do Vontade Popular (VP), partido de oposição ao chavismo, que foi preso durante o governo de Nicolás Maduro, acusado de incitar e liderar as manifestações de 2014. Tintori também tem liderado grupos de oposição e resistência contra o regime chavista.

## Biografia
Filha de mãe venezuelana a pai argentino, refugiado na Venezuela por causa do Processo de Reorganização Nacional, nome oficial atribuído ao período da ditadura argentina (1976-1983). É licenciada em ensino pré-escolar pela Universidade Católica Andrés Bello e possui especialização em comunicação política pela Universidade Central da Venezuela. Foi apresentadora da Televen e na extinta RCTV, além de radialista nas redes La Mega, Hot 94 e Ateneo 100.7. Também foi animadora do programa Megavj do canal Puma TV. 
Como esportista, foi campeã de kitesurf em 2003 e criadora da  Fundación Porkite encarregada de recuperar e doar equipamentos usados neste esporte.
Em maio de 2007, casou-se com Leopoldo López. O casal atualmente tem 3 filhos: Manuela Rafaela, nascida em 2009, Leopoldo Santiago, nascido em 2013 e Frederica Antonieta, nascida em 2018.
Foi representante da Socieven, associação sem fins lucrativos, para a sensibilização quanto a surdez e distúrbio da fala. Tem colaborado com a Fundación BFC na campanha contra a violência de gênero e com a Fundación Jóvenes por los Derechos Humanos em diversos eventos.

## Apelos e reações internacionais
Lilian Tintori tem denunciado sistematicamente a situação dos dissidentes venezuelanos na mídia mundial e, busca apoios de líderes políticos de outras nações. Seus esforços conseguiram provocar reações em outros países:

### Viagem aos Estados Unidos
Concedeu uma entrevista ao jornalista Jorge Ramos, da Univision, publicada em 12 de abril de 2015. Naquela ocasião, denunciou que seu marido vem sofrendo torturas físicas e psicológicas na prisão.
| “ | \| Entraron hombres armados y destrozaron su espacio, se robaron sus memorias: Todo lo que él escribe se lo robaron. Siete horas duró esta requisa, y lo metieron en una celda de castigo que se llama 'El Tigrito,' me dijo, una noche, a la 1 de la mañana, le lanzaron por la ventana de su celda excremento humano y orina. Le cortaron el agua y la luz para que no se pudiera bañar. Eso es un trato absolutamente inhumano, de tortura. \| Homens armados entraram e destruíram seu espaço, roubaram seus escritos: tudo o que ele escreve é roubado. Esta requisição durou sete horas, e colocaram-no numa cela de castigo denominada "El Tigrito," contou-me que, uma noite, à 1:00h da manhã, lançaram fezes humanas e urina pela janela de sua cela. A água e a luz foram cortadas para impedi-lo de banhar-se. Este é um tratamento é absolutamente desumano, de tortura. \| ” \| \| \| — Lilian Tintori, sobre as condições do encarceramento de seu marido.[6] \| \|. |   |
| Entraron hombres armados y destrozaron su espacio, se robaron sus memorias: Todo lo que él escribe se lo robaron. Siete horas duró esta requisa, y lo metieron en una celda de castigo que se llama 'El Tigrito,' me dijo, una noche, a la 1 de la mañana, le lanzaron por la ventana de su celda excremento humano y orina. Le cortaron el agua y la luz para que no se pudiera bañar. Eso es un trato absolutamente inhumano, de tortura. | Homens armados entraram e destruíram seu espaço, roubaram seus escritos: tudo o que ele escreve é roubado. Esta requisição durou sete horas, e colocaram-no numa cela de castigo denominada "El Tigrito," contou-me que, uma noite, à 1:00h da manhã, lançaram fezes humanas e urina pela janela de sua cela. A água e a luz foram cortadas para impedi-lo de banhar-se. Este é um tratamento é absolutamente desumano, de tortura. | ” |
| | — Lilian Tintori, sobre as condições do encarceramento de seu marido. |   |

No livro Preso pero libre: Notas desde la cárcel del líder venezolano, Leopoldo López descreve a experiência de sua prisão. Em 1º de agosto de 2017, depois de algumas semanas em prisão domiciliar, López foi reconduzido para a prisão e, declarou que a chegada do terceiro filho do casal "é mais um motivo para lutar pela Venezuela."

### Viagem ao Brasil

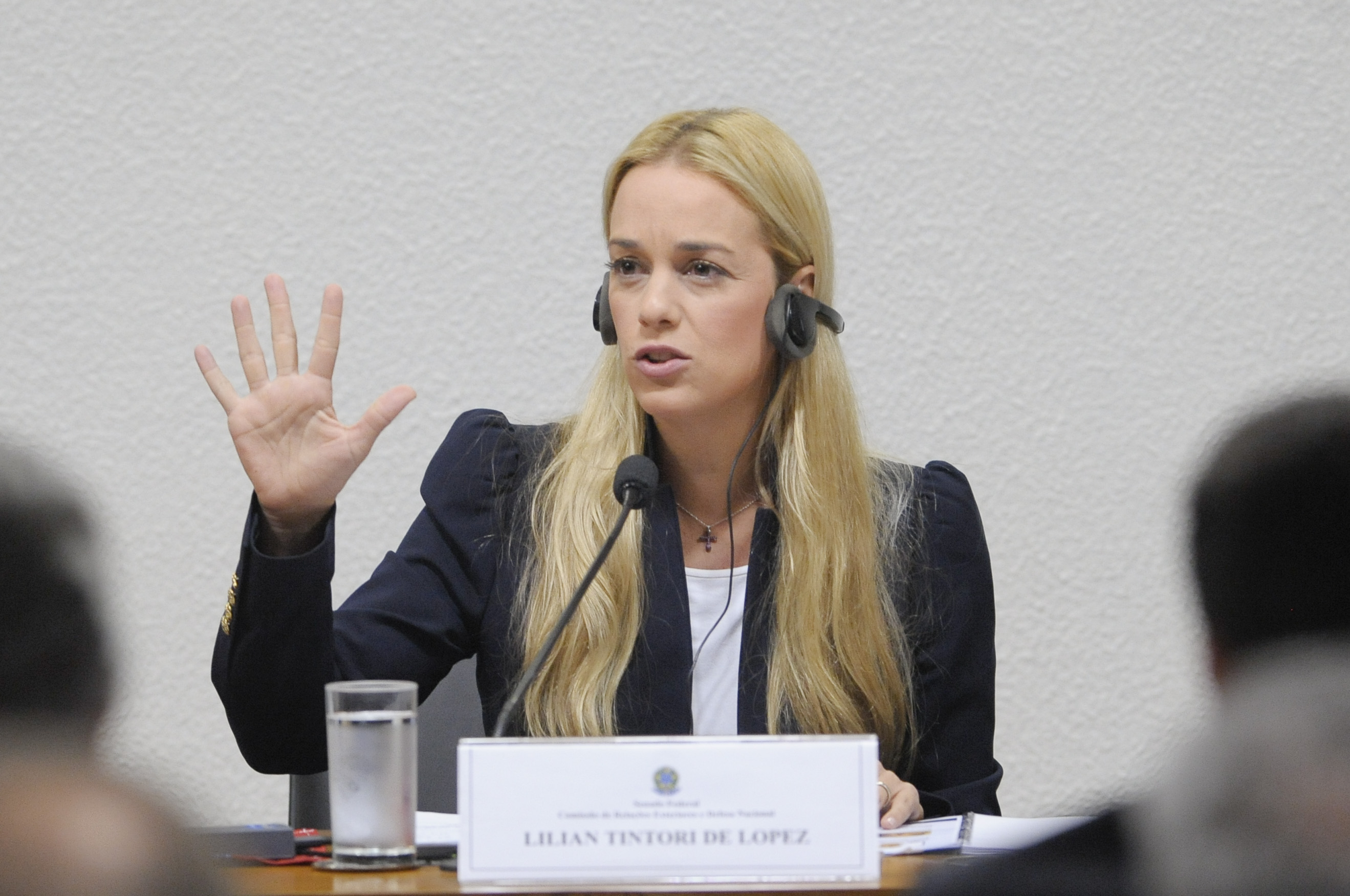
Diante da Comissão de Relações Exteriores e de Defesa Nacional do Senado Federal do Brasil

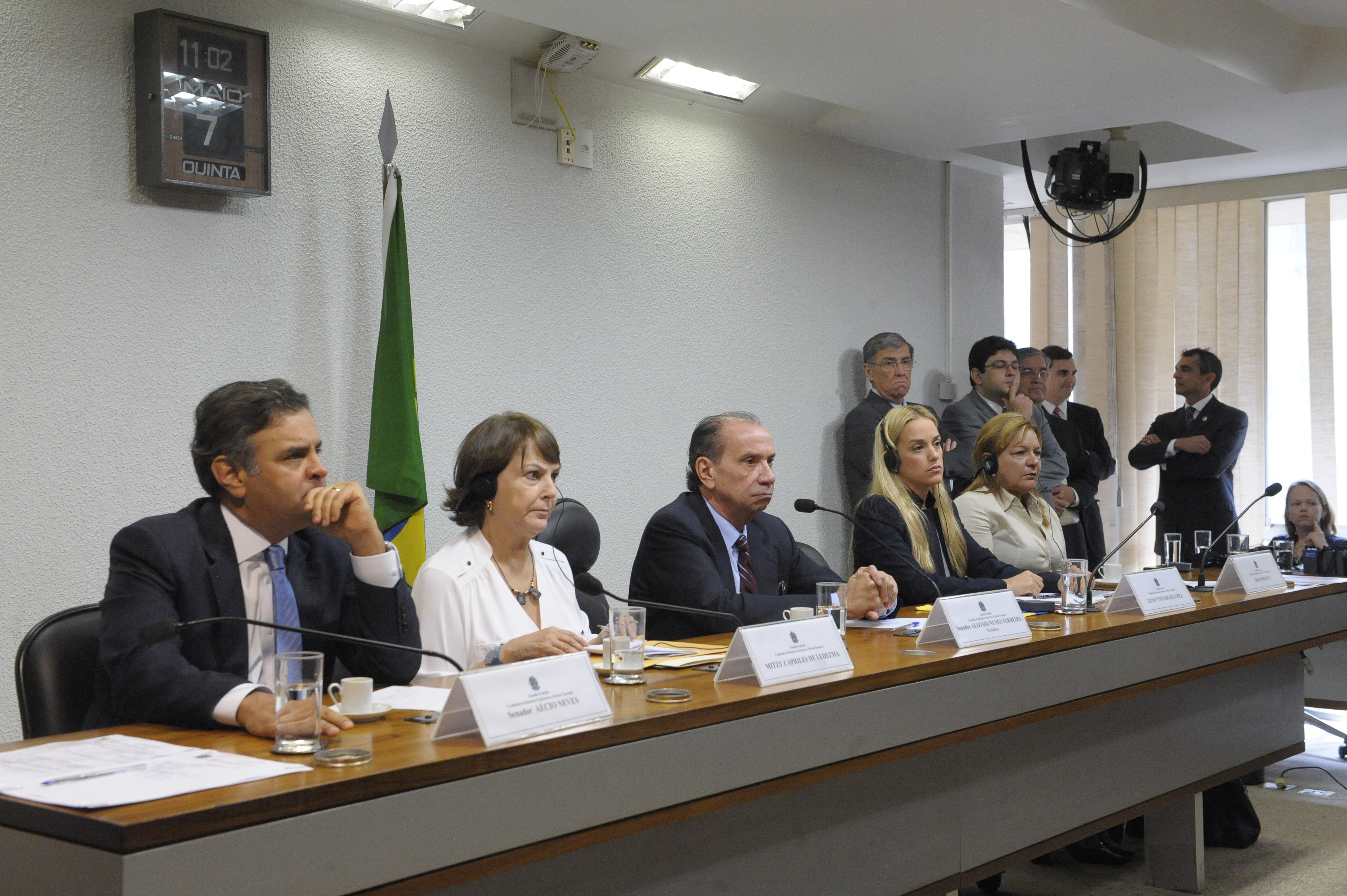
Na mesa, da esquerda para a direita: Aécio Neves, Mitzy Capriles, Aloysio Nunes, Lilian Tintori e Rosa Orozco.

Em 7 de maio de 2015, esteve diante da Comissão de Relações Exteriores e de Defesa Nacional do Senado Federal do Brasil acompanhada por Mitzy Capriles (esposa do prefeito de Caracas, Antonio Ledezma, também preso por fazer oposição ao governo) e Rosa Orozco, mãe de uma manifestante morta. As três cidadãs venezuelanas expuseram aos senadores brasileiros a situação de seu país e, definiram o regime lá em vigor como uma ditadura. Em suas declarações, denunciaram o aumento dos crimes violentos, a crise econômica, o desabastecimento de produtos de primeira necessidade e, o desrespeito aos direitos humanos praticados pelo governo venezuelano.
Esperou por "um pronunciamento claro e contundente da presidente Dilma sobre a violação sistemática dos direitos humanos e da crise na Venezuela." Também apelou para que a presidente interceda pelos 89 presos políticos de seu país e que envie observadores que atestem a legitimidade das próximas eleições parlamentares venezuelanas.
Em discurso, o deputado Luiz Carlos Hauly (PSDB/PR) protestou, acusando o governo brasileiro de omissão perante a situação de desrespeito aos direitos humanos no governo de Nicolás Maduro.
Em 18 de junho, uma comitiva, formada por oito senadores oposicionistas brasileiros, esteve em Caracas atendendo ao apelo das cidadãs venezuelanas. Seu objetivo era contactar membros da oposição ao governo Maduro e informar-se sobre a crise político-econômica enfrentada pelo país. Mas, este grupo foi hostilizado por manifestantes partidários do governo e acabou retornando ao Brasil sem cumprir sua agenda. Este incidente causou mal-estar e o Congresso Nacional votou, no mesmo dia, uma moção de reprovação contra o governo da Venezuela. No dia 25, uma nova comitiva com quatro senadores que esteve no país, foi criticada pela oposição por ser composta apenas por senadores governistas e acusada de ser apenas uma resposta política ao incômodo causado pelo grupo anterior.

### Asilo político na Espanha
O ex-presidente do Governo da Espanha, Felipe González, afirmou que a mediação dos países-membros da UNASUL na questão venezuelana é insuficiente e, ofereceu-se como mediador entre governo e oposição. Ressaltou que o governo venezuelano só pode impedi-lo de tomar parte na defesa dos dissidentes apenas dentro das fronteiras do país: "O mundo da liberdade, democracia e direitos humanos vai muito além das fronteiras da Venezuela", afirmou. Pretende dialogar com a oposição, assessorar a defesa de opositores presos e acompanhar o andamento dos processos.

## Prêmios e homenagens
- Campeã venezuelana de kitesurf em 2003.[2]
- Honra ao Mérito, Liberdade e Democracia na 6ª Cúpula Mundial de Políticas de Comunicação no México "por sua luta pelos direitos humanos e democracia na Venezuela e na América Latina" (2014).[19]

## Galeria de fotos

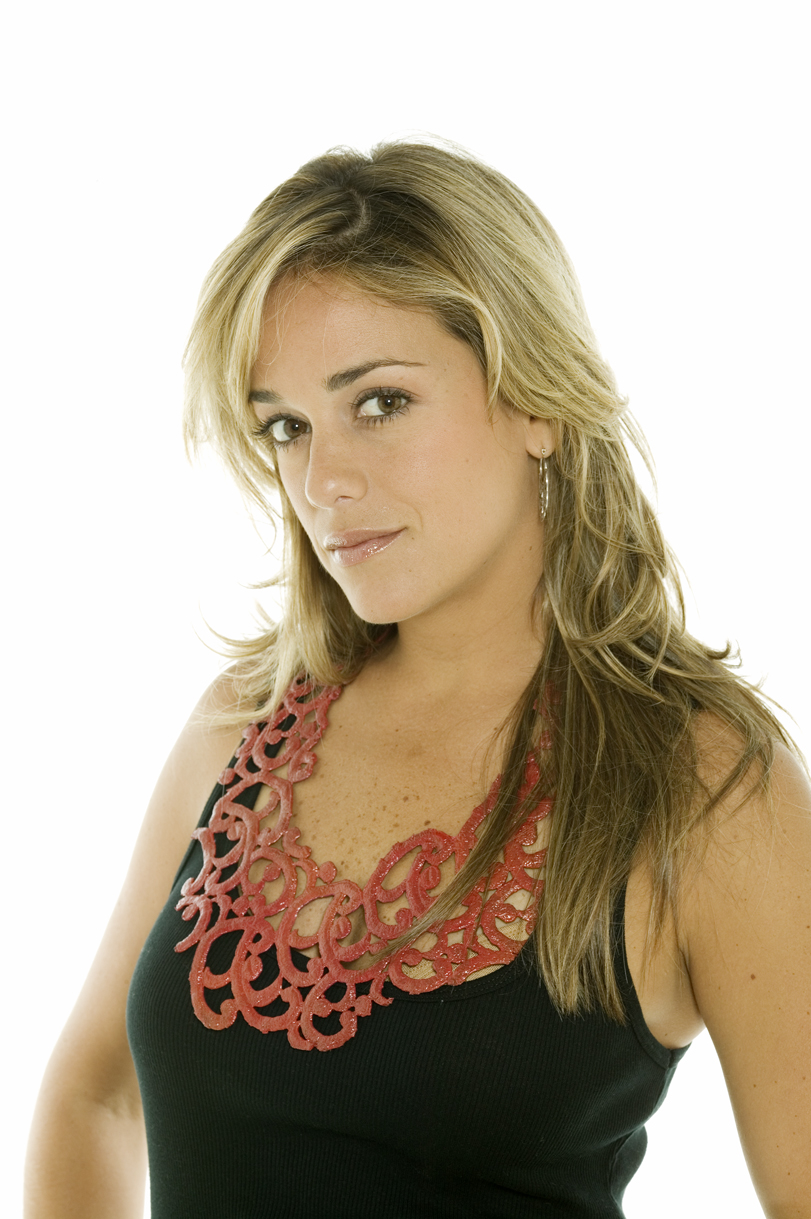
Lilian Tintori em 2008.
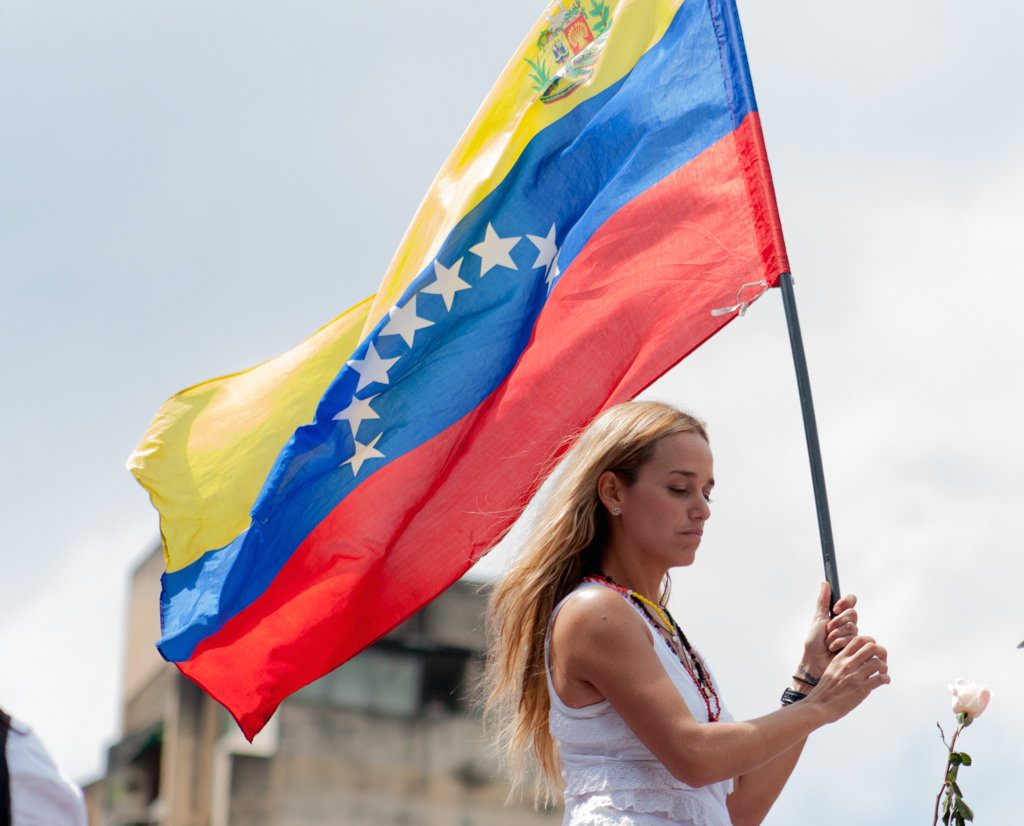
Com a bandeira da Venezuela num protesto em 26 de Fevereiro de 2014.
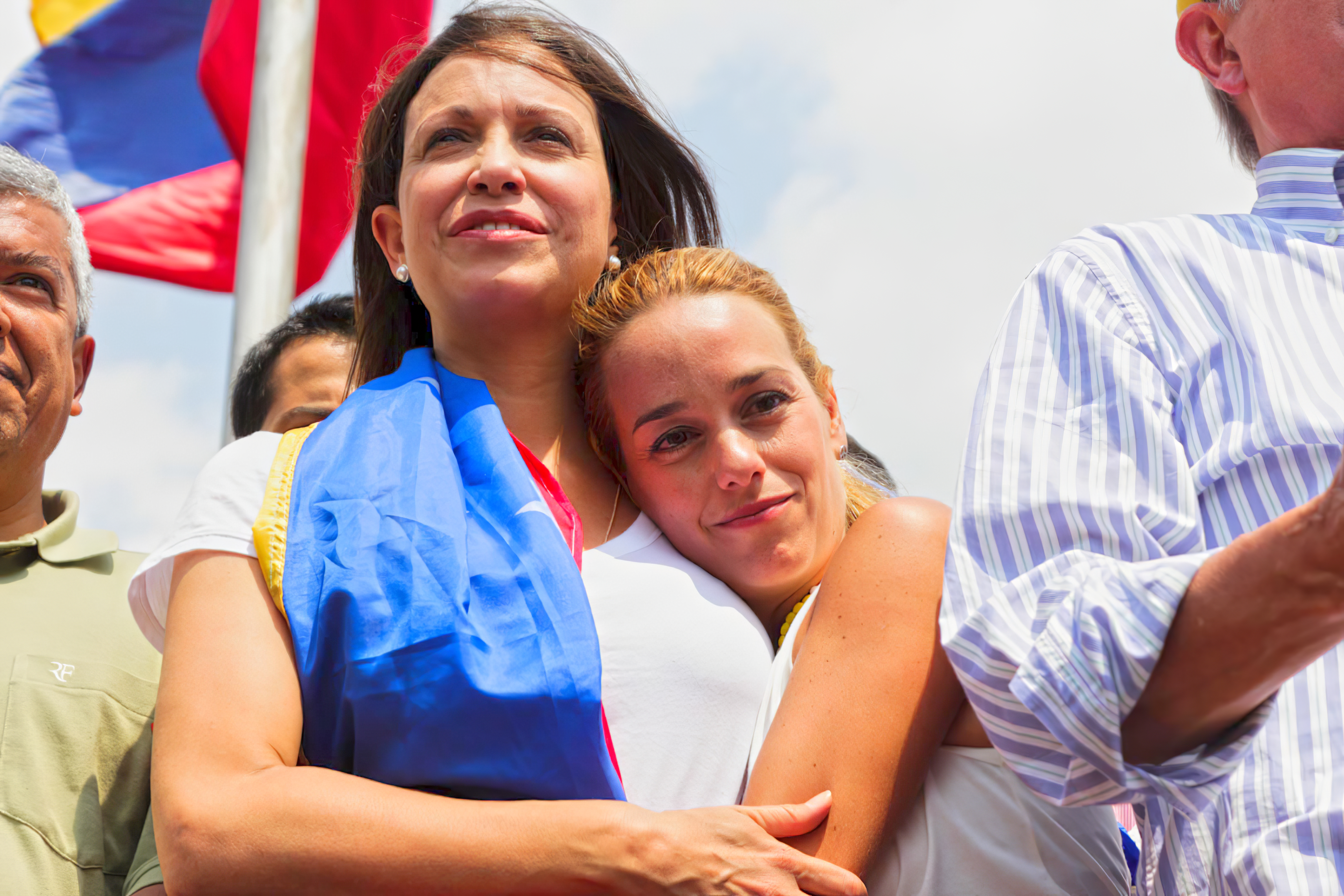
Abraçada a María Corina Machado durante manifestação da oposição em 26 de Março de 2014.
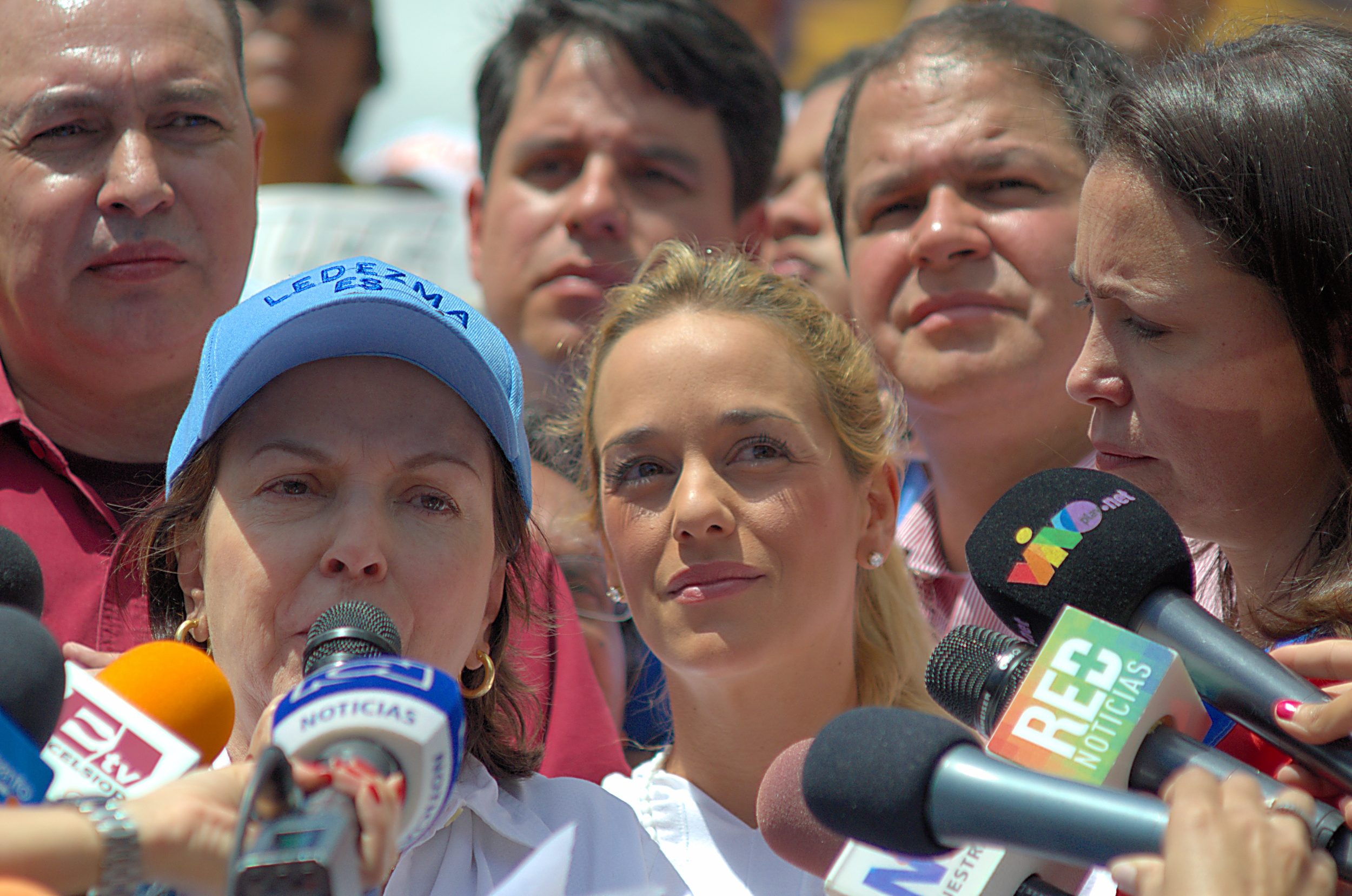
Protesto em 20 de Fevereiro de 2015.